# Agnė Kudarauskienė
Agnė Kudarauskienė (* 2. Oktober 1986 in Kaunas) ist eine litauische  Politikerin und Vizeministerin für Bildung und Wissenschaft.

## Leben
Nach dem Abitur 2005 an der Žiburio-Mittelschule Kaunas absolvierte Agnė Kudarauskienė von 2005 bis 2009 das Bachelorstudium der Philosophie an der Fakultät für Geisteswissenschaften, von 2009 bis 2011 das Masterstudium  Bildungsmanagement und 2018 das Promotionsstudium der Edukologie an der Vytautas-Magnus-Universität in Kaunas.
Von 2009 bis 2016 war sie Assistentin des Direktors am König-Mindaugas-Berufsbildungszentrum Kaunas und von 2012 bis 2014 Qualitäts- und Innovationsspezialist der Vytautas-Magnus-Universität. Von 2017 bis 2019 arbeitete sie als wissenschaftliche Mitarbeiterin des Zentrums für Qualifikationsentwicklung und Berufsbildung  und 2020 als wissenschaftliche Mitarbeiterin am Lehrstuhl für Pädagogik der Universität Klaipėda. Von  2017 bis 2019 war sie  Projektmanager des litauischen Maschinenbauverbandes (LINPRA) und  2020 Innovationsexperte der Agentur für Wissenschaft, Innovation und Technologie (InterInoLT), Bildungsexperte und Koordinatorin des Ausschusses für Bildungspolitik   im Verband litauischer Industrieller.
Seit Dezember 2020 ist sie Vizeministerin für Bildung und Wissenschaft, Stellvertreterin der Ministerin Šiugždinienė im Kabinett Šimonytė.
Sie ist verheiratet.